# La Jamais Contente
La Jamais Contente fue el primer automóvil en superar los 100 km/h. Era un automóvil eléctrico con una carrocería de aleación ligera con forma de torpedo. Sin embargo, la alta posición del conductor y el expuesto chasis inferior estropeaban mucho la aerodinámica.

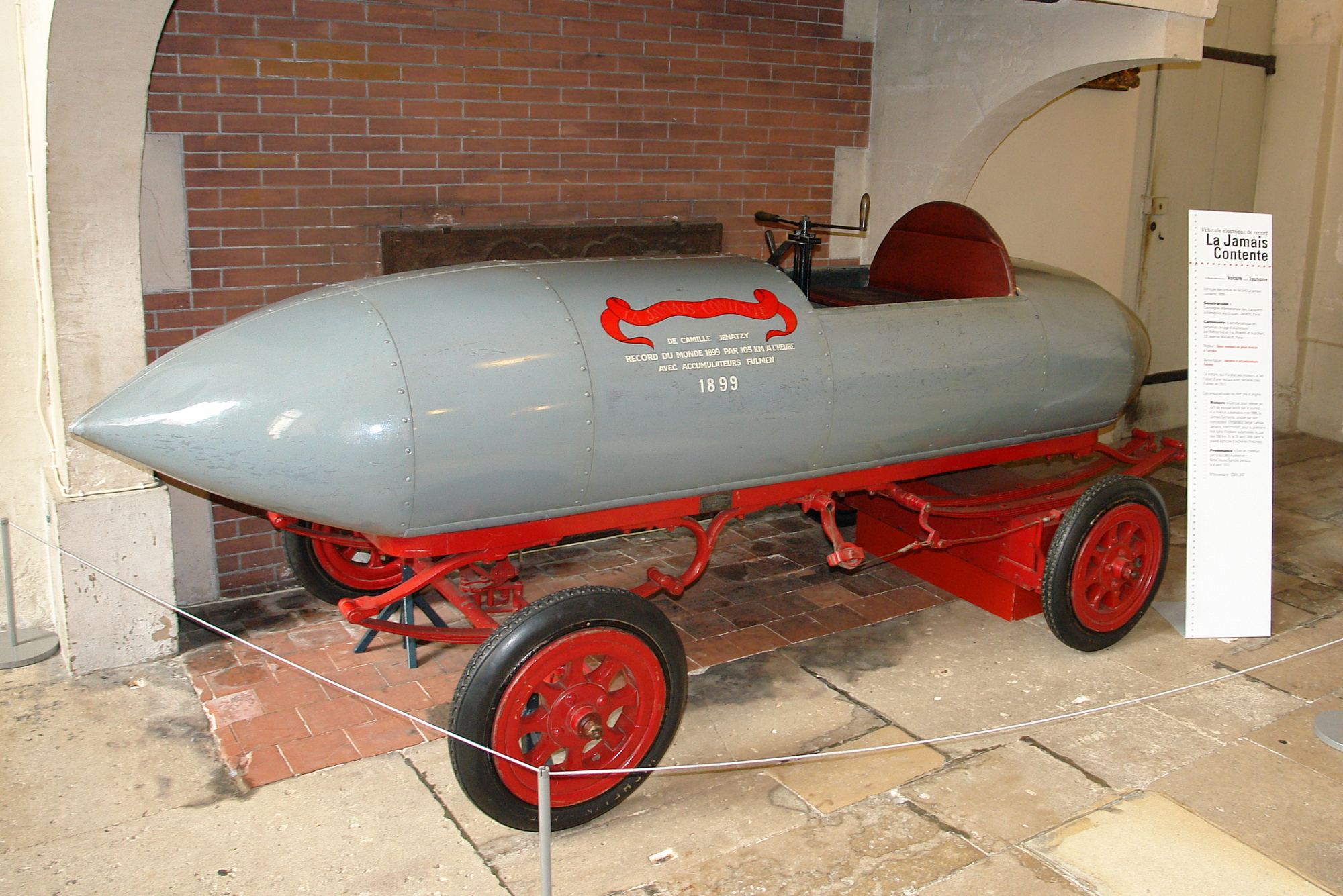
La Jamais Contente expuesto en el museo del automóvil de Compiègne.

El récord de velocidad en tierra fue establecido, según las fuentes, el 29 de abril o el 1 de mayo de 1899, en Achères, cerca de París.
El vehículo actualmente se encuentra expuesto en el museo del automóvil de Compiègne (Francia).

## Conductor
Su constructor y conductor, el belga Camille Jenatzy, era hijo de Constant Jenatzy, fabricante de neumáticos de caucho, una novedad en la época. Camille estudió ingeniería y estaba interesado en los vehículos de propulsión eléctrica.

## Motivación
Queriendo hacerse un hueco en el prometedor mercado parisino de vehículos eléctricos, Jenatzy creó una planta de producción que fabricó numerosos carruajes de motor eléctricos. Compitió ferozmente contra el fabricante de automóviles francés Jeantaud, usando numerosos trucos publicitarios para mostrar quién de ellos producía el coche más veloz. Para asegurar el triunfo de la compañía, Jenatzy construyó un prototipo en forma de bala, concebido por el fabricante de carros Rothschild en una aleación de aluminio, tungsteno y magnesio.

## Récord de velocidad
Jenatzy alcanzó la velocidad de 105,882 km/h, superando el registro que ostentaba desde el 4 de marzo de 1899  el conde Gaston de Chasseloup-Laubat con una marca de 92,78 km/h.
El motor de combustión alimentado por gasolina suplantó al eléctrico durante todo el siglo posterior.